# THE ALEXX
THE ALEXX（ジ・アレックス）は、日本のバンド。東京を拠点に活動している。2018年に結成。
バンド名の由来は、『時計じかけのオレンジ』の主人公ALEX、また1980年代に日本で発売されていたタバコの銘柄にかけているなど諸説ある。活動当初のバンド名はTHE ALEX。Xが一つ増えたのは、単に画数が良いという理由らしい。

## 来歴

### 結成
2018年11月、SUGIURUMNとして20年にわたるDJ活動を続けてきた杉浦英治が、湧き上がる新しい音楽表現を形にするべく、Electric Glass Balloon時代からの盟友、筒井朋哉に声をかけ活動をスタートさせる。
1stアルバムのレコーディング終盤でSUGIURUMNの色々な曲にボーカリストとして参加してきたtontonが正式にバンドに加入し、現在の編成になる。
- 2019年4月 フジロックを主催するSMASH代表日高正博氏とGAN-BANの豊間根聡氏が立ち上げたインディーレーベル“REXY SONG”が初の日本人アーティストとして契約[1]。
- 2019年7月 公式音源を1曲も発表しないままFUJI ROCK FESTIVAL '19 に出演。深夜のGAN-BAN SQUAREで、豪雨の中90分間のデビュー・ライブとなった[2]。
- 2019年9月 デビューシングル『Beatwave』をリリース。翌月に出演する朝霧JAM 2019のための緊急リリースだったが、朝霧JAM 2019は台風の影響で中止に。
- 2019年11月 1stアルバム『VANTABLACK』をリリース。菊地成孔、宇川直宏ら多方面から絶賛される[3]。
- 2020年4月 新型コロナウイルス感染症の流行の兆しが見える中、青山DogManでゲリラライブを敢行。その時の模様は「DogMan Live -episode1〜3」という映像作品としてYouTubeで発表。
- 2020年5月 『BEATWAVE (Takkyu Ishino Remix) 』 をリリース。ミュージックビデオは緊急事態宣言下の東京を撮影したものである。
- 2020年8月 バンド初の日本語曲『Outsider』をリリース。FUJI ROCK FESTIVAL '20の出演も決定していたが、新型コロナウイルス感染症の流行によりフェスティバル自体が延期に。この曲はフジロックの創始者である日高氏に捧げられた。
- 2020年10月 千葉県横芝光町屋形海岸で行われた無観客ライブ “GrooveTubeLive” をYouTube公開。
- 2020年12月31日 東京ガーデンシアターで開催された無観客配信ライブイベント”KEEP ON FUJI ROCKIN’ II”に出演。
- 2021年1月 シングル『COLD LOVE』をリリース。ミュージックビデオは世界的ファッションデザイナー＜TAKAHIROMIYASHITATheSoloist.＞のTakahiro Miyashita氏が監督した作品。同氏はTHE ALEXXのステージ衣装も提供している[4]。
- 2021年7月 シングル『Art Hurt』『The Buzzer』の2タイトルをリリース。
- 2021年8月 2ndアルバム『God Bless You』リリース。バンド初となる7インチアナログレコード『Outsider/COLD LOVE』リリース。
- 2021年8月21日 FUJI ROCK FESTIVAL '21に出演。「フジロックのボス、日高さん、そしたここに居る皆にこの曲を捧げます。」とMCをし『Outsider』でライブを締めくくっている[5]。
- 杉浦はインタビューで「もともとTHE ALEXXを始める前から、フジロックのレッド・マーキーで深夜に演奏できるバンドをやりたいと思っていたので最初の目標が叶った」と語っている[2]。
- 2021年9月 1stアルバム『VANTABLACK』の12インチアナログレコードをリリース。
- 2022年4月から渋谷クラブクアトロをベースに自主イベント『BUZZER』スタート。

## 音楽性
- 作曲方法は、ゼロから瞬間のひらめきで作っていく方法を取り入れている。
- ダンスミュージック・マナーとロックのダイナミズムをベースに、ニューウェイヴ、ハウス、電子音楽、インディーダンス、ニューディスコ、ポストパンク等々、過去から現在までに溜め込んだ豊潤なユースカルチャーとしての音楽の影響を、“混乱したままダイレクトに”表現している。
- ミックス、マスタリングはFishmansの仕事で知られるzAk氏が担当している[6]。
- tontonはサウンドヒーリングや瞑想のための楽器クリスタルボールを使用する。

## ディスコグラフィ

### アルバム
|     | 発売日         | タイトル      | 品番     | フォーマット                  |
| --- | -------------- | ------------- | -------- | ----------------------------- |
| 1st | 2019年11月22日 | VANTABLACK    | REXY-6   | CD                            |
| 1st | 2020年1月24日  | VANTABLACK    | REXY-7   | カセットテープ                |
| 1st | 2021年9月3日   | VANTABLACK    | REXY-11  | LP                            |
| 2nd | 2021年8月6日   | God Bless You |          | 配信                          |
| 2nd | 2021年8月27日  | God Bless You | REXY-10  | CD                            |
| 2nd | 2021年8月27日  | God Bless You | REXY-10B | CD+”BEATWAVE” 7インチレコード |

### シングル
| 発売日        | タイトル                       | フォーマット    |
| ------------- | ------------------------------ | --------------- |
| 2019年9月20日 | Beatwave                       | 配信            |
| 2019年9月27日 | Alan Smithee's Monolog         | 配信            |
| 2019年11月8日 | Daisy                          | 配信            |
| 2020年5月7日  | Beatwave (Takkyu Ishino Remix) | 配信            |
| 2020年6月15日 | Something Great                | 配信            |
| 2020年8月20日 | Outsider                       | 配信            |
| 2021年2月5日  | COLD LOVE                      | 配信            |
| 2021年7月2日  | Art Hurt                       | 配信            |
| 2021年7月23日 | The Buzzer                     | 配信            |
| 2021年9月3日  | Outsider / COLD LOVE           | 7インチレコード |

### ミュージックビデオ
| 監督               | 曲名                                        |
| ------------------ | ------------------------------------------- |
| Eiji Sugiura       | Beatwave                                    |
| Eiji Sugiura       | BEATWAVE (Takkyu Ishino Remix) [short ver.] |
| Manami Sakamoto    | Something Great [Short ver.]                |
| Eiji Sugiura       | Outsider                                    |
| Takahiro Miyashita | COLD LOVE                                   |
| Eiji Sugiura       | Art Hurt                                    |
| Eiji Sugiura       | The Buzzer                                  |
| Manami Sakamoto    | Bug                                         |

### 主なライブ
| 開催日         | タイトル                                                       | 会場                         |
| -------------- | -------------------------------------------------------------- | ---------------------------- |
| 2019年07月26日 | FUJI ROCK FESTIVAL ’19                                         | 新潟県 苗場スキー場          |
| 2019年10月12日 | 朝霧JAM 2019 (台風のため中止）                                 | 静岡県 富士宮市 朝霧アリーナ |
| 2019年12月01日 | GAN-BAN / 岩盤インストアライブ                                 | 渋谷パルコ                   |
| 2019年12月01日 | 「EXPERIMENTAL TECHNO INVENTION」PRE - GAN-BAN NIGHT           | SUPER DOMMUNE                |
| 2019年12月02日 | SHIBUYA PARCO presents “SHIBUYA COMES ALIVE!”                  | 渋谷クラブクアトロ           |
| 2019年12月06日 | Park Live                                                      | 銀座 Sony Park               |
| 2020年05月10日 | GROOVETUBE FES.'20 (新型コロナウイルス感染症の流行のため中止） | 千葉県横芝光町屋形海岸       |
| 2020年12月06日 | KiliKiliVilla presents VOICES vol.1                            | 下北沢LIVE HAUS              |
| 2020年12月28日 | BE AT TOKYO LIVE STREAMING vol.1                               | SUPER DOMMUNE                |
| 2020年12月31日 | KEEP ON FUJI ROCKIN’ II                                        | 東京ガーデンシアター         |
| 2021年07月27日 | God Bless You TOUR (新型コロナウイルス感染症の流行のため中止） | 渋谷クラブクアトロ           |
| 2021年08月04日 | THE ALEXX 2ndアルバム全曲LIVE！                                | SUPER DOMMUNE                |
| 2021年08月07日 | God Bless You TOUR (新型コロナウイルス感染症の流行のため中止） | CIRCUS Osaka                 |
| 2021年08月21日 | FUJI ROCK FESTIVAL ’21                                         | 新潟県 苗場スキー場          |
| 2022年04月13日 | BUZZER #1 w/yahyel                                             | 渋谷クラブクアトロ           |
| 2022年05月08日 | GROOVETUBE FES.'22                                             | 千葉県横芝光町屋形海岸       |
| 2022年07月06日 | BUZZER #2 w/Buffalo Daughter                                   | 渋谷クラブクアトロ           |
| 2022年08月19日 | GLOBAL ARK 2022                                                | 乗鞍BASE (乗鞍高原)          |
| 2022年09月12日 | BUZZER #3 w/水曜日のカンパネラ                                 | 渋谷クラブクアトロ           |
| 2022年10月08日 | 朝霧JAM 2022                                                   | 静岡県 富士宮市 朝霧アリーナ |